# Chevrolet Aveo
Chevrolet Aveo er en minibil fra det til General Motors hørende bilmærke Chevrolet. Modellen kom på markedet i 2006 som sedan og i 2008 som hatchback. Sidstnævnte er efterfølgeren for Chevrolet Kalos.

## Aveo (T250)
Aveo blev introduceret i slutningen af 2006 af GM Daewoo som efterfølger for Chevrolet Kalos hhv. Daewoo Kalos, i første omgang som firedørs sedan. I foråret 2008 fulgte de tre- og femdørs hatchbacks.
Bilen blev i USA også solgt som Pontiac G3 (frem til mærkets indstilling i slutningen af 2009) og i Australien som Holden Barina. I Sydkorea hed bilen fortsat Daewoo Kalos, senere Daewoo Gentra.
Aveo fandtes med to forskellige firecylindrede motorer med 62 kW/84 hk hhv. 74 kW/101 hk. Designet kom fra den italienske designer Giorgio Giugiaro.
Bagagerummet på Aveo kunne rumme 220 liter, og kunne udvides til 980 liter. Sedanversionen kunne rumme 400 liter.

### Sikkerhed
Modellen blev i 2006 kollisionstestet af Euro NCAP med et resultat på halvanden stjerne ud af fem mulige.

### Motorer
| Model | Slagvolume cm³ | Max. effekt kW (hk) / omdr. | Max. drejningsmoment Nm / omdr. | 0-100 km/t sek. | Topfart km/t |
| ----- | -------------- | --------------------------- | ------------------------------- | --------------- | ------------ |
| 1.0   | 1150           | 53 (72)                     | 105                             | 13,7            | 153          |
|       |                |                             |                                 |                 |              |
| 1.2   | 1150           | 53 (72)                     | 104                             | 13,7            | 157          |
| 1.2   | 1206           | 62 (84) / 6000              | 114 / 3800 − 4400               | 12,8            | 170          |
| 1.4   | 1399           | 74 (101) / 6400             | 131 / 4200                      | 11,9            | 175          |
| 1.61  | 1598           | 80 (109) / 5800             | 150 / 3600                      | 10,7            | 190          |

1 Kun for USA

### Særlige kendetegn
Chevrolet tilbød som en af få fabrikanter Aveo 1,2 med autogasanlæg monteret fra fabrikken. Gastanken var monteret i stedet for reservehjulet i reservehjulsbrønden med et rumfang på 47 liter LPG. Bilens rækkevidde udvidede sig dermed til 450 km ved næsten halv brændstofpris.
Siden 2010 har Aveo solgtes til forskellige asiatiske lande med naturgasdrift som standardudstyr.
I midten af 2011 afsluttedes produktionen for Europa.
- Aveo sedan bagfra
- Chevrolet Aveo femdørs (2008–2011)
- Aveo femdørs bagfra
- Chevrolet Aveo tredørs (2008–2011)

## Aveo (T300)
Den siden 1. oktober 2011 tilgængelige anden generation af Aveo er udviklet globalt af General Motors. Bilen, som er den eneste i øjeblikket i USA solgte minibil, sælges på visse markeder herunder Nordamerika og Japan som Chevrolet Sonic, og i Australien og New Zealand som Holden Barina i sjette generation (type TM), dog kun med 1,6-litersmotor til 91 oktan benzin og femtrins manuel gearkasse eller sekstrins automatgear. I alle andre lande hedder modellen Chevrolet Aveo, et navn som nu også benyttes i hjemlandet Sydkorea.
Modellen findes fortsat som sedan og hatchback med benzinmotorer fra 1,2 liter/70 hhv. 86 hk. 1,4-litersmotoren med 100 hk og 1,6-litersmotoren med nu 115 hk findes fortsat. Sedanudgaven fås kun med 1,2- og 1,4-litersmotorerne. Nyt er dieselmotorer på 1,3 liter med 75 hhv. 95 hk.
Samtlige versioner har som standardudstyr seks airbags, ESP, ABS og ASR.

### Sikkerhed
Modellen blev i 2011 kollisionstestet af Euro NCAP med et resultat på fem stjerner ud af fem mulige.

### Motorer
| Model         | Slagvolume cm³ | Max. effekt kW (hk) / omdr. | Max. drejningsmoment Nm / omdr. | 0-100 km/t sek. | Topfart km/t | Byggeår   |
| ------------- | -------------- | --------------------------- | ------------------------------- | --------------- | ------------ | --------- |
| Benzinmotorer |                |                             |                                 |                 |              |           |
| 1.2           | 1229           | 51 (70) / 5600              | 115 / 4000                      | 14,3            | 162          | 10/2011 − |
| 1.2           | 1229           | 63 (86) / 5600              | 115 / 4000                      | 13,4            | 171          | 10/2011 − |
| 1.4           | 1398           | 74 (100) / 6000             | 130 / 4000                      | 12,1            | 174          | 10/2011 − |
| 1.6           | 1598           | 85 (115) / 6000             | 155 / 4000                      | 11,3            | 183          | 10/2011 − |
| Dieselmotorer |                |                             |                                 |                 |              |           |
| 1.3 VCDi      | 1248           | 55 (75) / 4000              | 190 / 1750                      | 14,2            | 163          | 1/2012 −  |
| 1.3 VCDi      | 1248           | 70 (95) / 4000              | 210 / 1750                      | 12,6            | 174          | 1/2012 −  |

## Aveo RS
På Detroit Motor Show viste Chevrolet prototypen Aveo RS. Denne minibil var udstyret med en 1,4-liters benzinmotor med turbolader og 103 kW/140 hk. Denne motor benyttes også i Chevrolet Cruze, og modellen gav en designforsmag på efterfølgeren.
- Chevrolet Aveo RS (konceptbil)
- Bagfra